# Aéroport de Gambela
L'aéroport de Gambela se situe dans la ville de Gambela dans la région du même nom en Éthiopie. L'aéroport se trouve non loin du Parc national de Gambela.
Il est essentiellement desservi par la compagnie Ethiopian Airlines avec des vols vers Asosa et Jimma.

## Situation
| \| 100 km1:14 593 000 \| Jimma Diré Dawa Addis-Abeba Mekele Arba Minch Asosa Aksoum Dar Kombolcha Gambela Gode Gondar Humera Jijiga Kebri Dahar Lalibela Robe Semera Shire |
| 100 km1:14 593 000 |

## Compagnie aérienne et destination
| Compagnies         | Destinations     |
| ------------------ | ---------------- |
| Ethiopian Airlines | Addis-Abeba Bole |

Edité le 17/11/2023